# Jamali (groupe)
Pour les articles homonymes, voir Jamali.
Jamali est un trio vocal féminin originaire d'Afrique du Sud, révélé lors d'une émission télé-réalité sud-africaine intitulée Coca-Cola Popstars, l'équivalent du Popstars français diffusé sur la chaîne française métropole télévision (M6). Ce groupe mélange la musique pop, R&B & l'Afrobeat. Le trio compte déjà 3 albums à son actif, à savoir leur premier album du même nom, Jamali, puis Yours Fatally, en 2006, et enfin 3rd Base, en 2008,. En 2019, le groupe annonce sa séparation.

## Discographie
- Jamali (2005)
- Yours Fatally (2006)
- 3rd Base (2008-2009)

## Single
- Maisha (2005)

## DVD
Une édition spéciale pour l'album Yours Fatally est sortie.
- 1. Music Videos :
  - a. Love me for me
  - b. Yours Fatally
  - c. Maisha
  - d. Secrets
- 2. Jamali Live
  - a. Love me for me
  - b. Maisha
  - c. Secrets
- 3. Shout Outs from fans